# ケープ半島

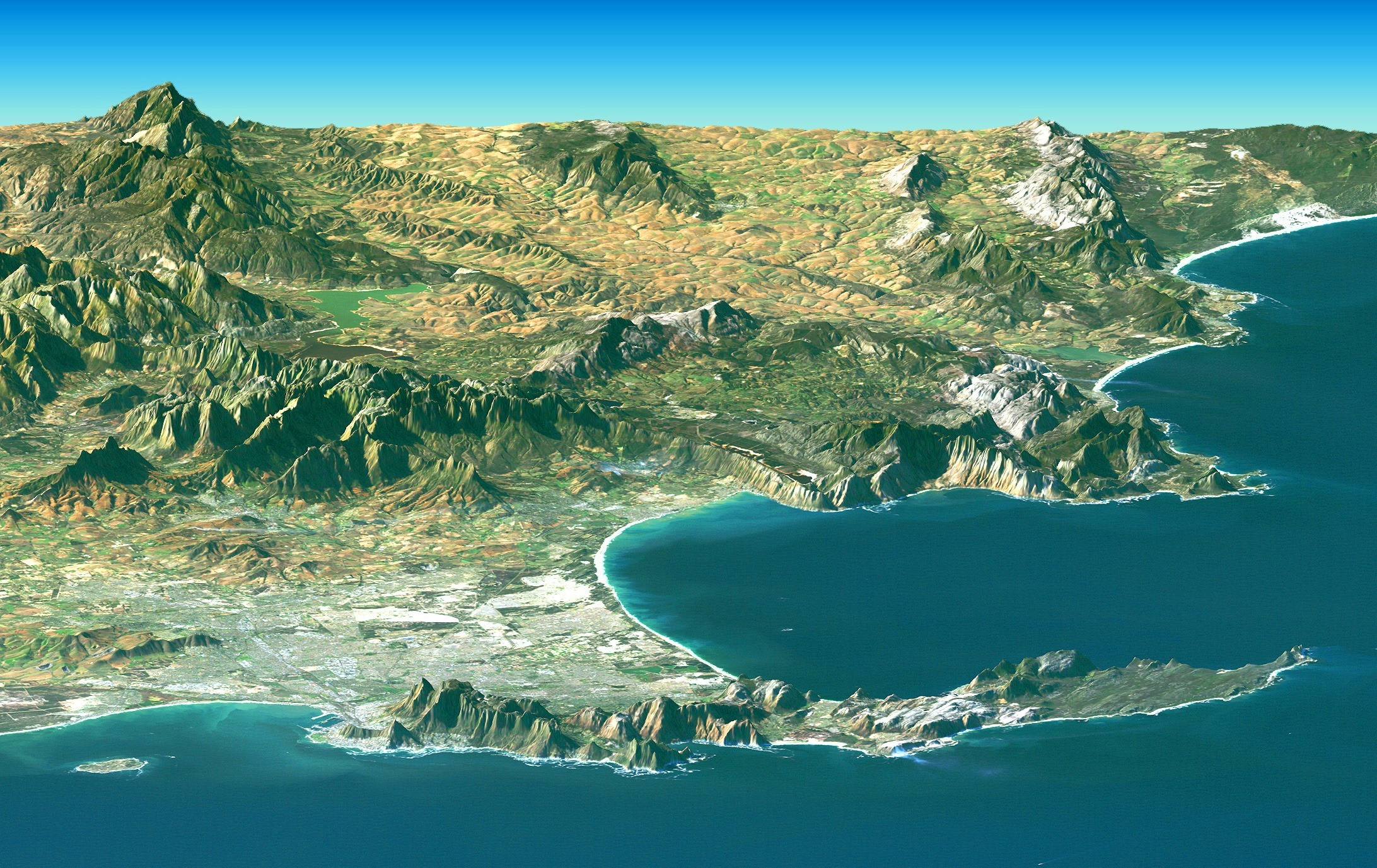
ケープタウン周辺の鳥瞰図

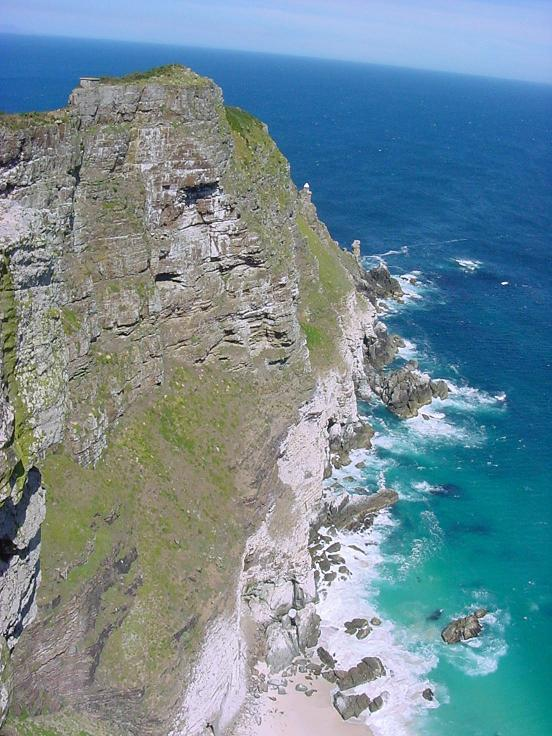
ケープポイント

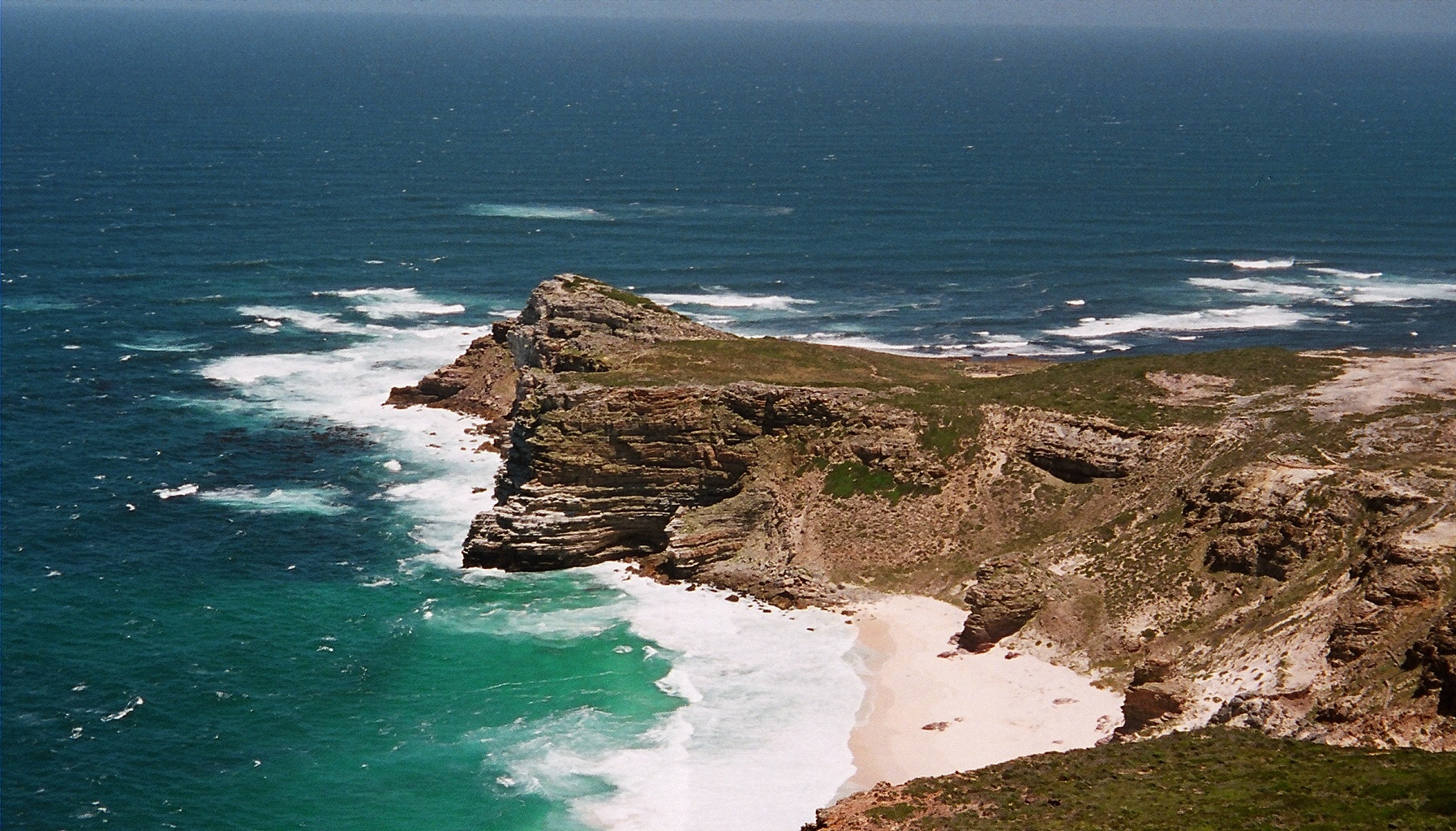
喜望峰

ケープ半島（ケープはんとう、英語: Cape Peninsula、アフリカーンス語: Kaapse Skiereiland）は、南アフリカ共和国西ケープ州にある半島。アフリカ大陸南西部の先端に位置する。

## 概要
全長は約75 km。南端には喜望峰とケープポイントがある。北部には、テーブルマウンテンがある。テーブルマウンテン国立公園に指定されており、またケープ植物区保護地域群として世界遺産に登録されている。ケープタウンからフォルス湾沿岸の街ミューゼンバーグを通ってサイモンズタウンまでは、近郊路線であるメトロレール南部線が走っている。
大西洋とインド洋の境界点は喜望峰ではなく、国際水路機関によって南東に約200kmのアガラス岬と規定されている。

## 歴史
約6000万年前までは島であったが、海底からケープフラッツが出現したことにより陸続きとなった。2000年の自治体再編により、ケープ半島全体はケープタウン市都市圏に含まれている。

## 関連項目

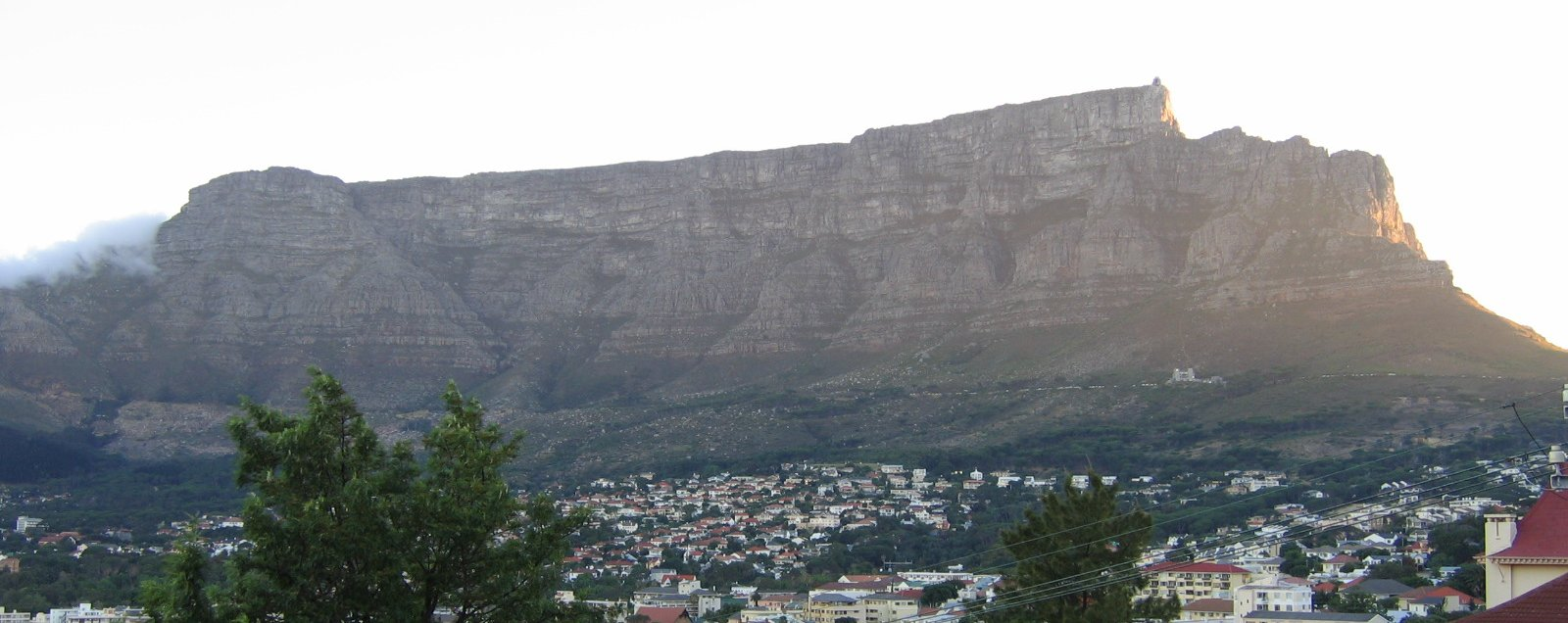
テーブルマウンテン